# 1996 AS20
1996 AS20, também escrito como 1996 AS20, é um corpo celeste que está localizado no cinturão de Kuiper, uma região do Sistema Solar. Ele é classificado como um centauro. Ele possui uma magnitude absoluta (H) de 9,3 e, tem um diâmetro estimado com cerca de 61 km.

## Descoberta
1996 AS20 foi descoberto no dia 14 de janeiro de 1996 pelo astrônomo A. Gleason.

## Órbita
A órbita de 1996 AS20 tem uma excentricidade de 0.621 e possui um semieixo maior de 35.787 UA. O seu periélio leva o mesmo a uma distância de 13.565 UA em relação ao Sol e seu afélio a 58.009.